# Elodes microps
Elodes microps es una especie de coleóptero de la familia Scirtidae.

## Distribución geográfica
Habita en Turquía.